# Факула Іда

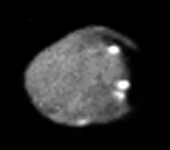
Амальтея (знімок «Вояджера-1», 1979). Яскрава пляма вгорі — факула Іда, внизу — факула Лікт

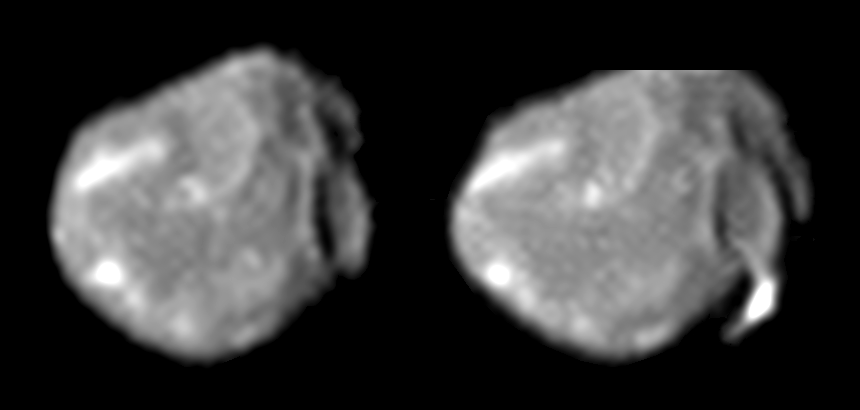
Знімки «Галілео», 1999. Факула Іда — ліворуч угорі, факула Лікт — ліворуч унизу

Факула Іда (лат. Ida Facula) — факула (яскрава пляма) на супутнику Юпітера Амальтеї. Це витягнута область довжиною близько 50 км, що перевищує за яскравістю свої околиці у 1,5 раза (у найяскравіших місцях). Знаходиться на тому кінці супутника, що спрямований від Юпітера (координати 17°N, 174°W). Розташована на хребті, що тягнеться уздовж меридіану. Це одна з двох найменованих факул Амальтеї (друга — факула Лікт). Втім, на Амальтеї є і більші, і яскравіші, але безіменні світлі області.
Факула Іда була відкрита на знімку, зробленому космічним апаратом «Вояджер-1» у 1979 році. На цьому зображенні вона виглядає круглою плямою діаметром близько 15 км. Згодом її відзняв апарат «Галілео», що досліджував систему Юпітера з 1995 по 2003 рік, і вона виявилася 50-кілометровою смугою.
Назва цієї факули пов'язана з міфом про те, як німфа Іда в Ідейській печері на горі Іда вигодовувала маленького Зевса молоком кози Амальтеї. Спочатку факулу було названо на честь німфи, але зараз у довіднику МАС із планетної номенклатури вказано, що її названо ім'ям гори. Початково об'єкт називався просто «Іда» (Ida); цю назву було затверджено Міжнародним астрономічним союзом у 1979 році. У 1985 році для найменування деталей поверхні Ганімеда було введено у вжиток термін «факула», і через деякий час його додали й до назв яскравих плям на Амальтеї. Таким чином, зараз об'єкт називається «факула Іда» (Ida Facula). Крім того, в популярній літературі трапляється назва Mons Ida («гора Іда»).
Походження факули Іда, як і інших яскравих плям на Амальтеї, невідоме. Можливо, яскрава речовина була викинута на поверхню метеоритним ударом. За іншою версією, яскравість цієї факули, як і сусідньої факули Лікт, пов'язана з їх розташуванням на височинах. Можливо, речовина, що вкриває поверхню Амальтеї, поступово переміщується з височин униз, і на поверхні опиняється світліша речовина з глибин. Подібна залежність альбедо від висоти спостерігається і на деяких інших малих тілах Сонячної системи, наприклад, на Деймосі та Гаспрі. Окрім великої яскравості, факули Амальтеї вирізняються менш червоним, ніж в околиць, відтінком.